# Tzum
Tzum – wieś w Holandii, w prowincji Fryzja, w gminie Franekeradeel.